# Melanoplus davisi
Melanoplus davisi är en insektsart som först beskrevs av Morgan Hebard 1918.  Melanoplus davisi ingår i släktet Melanoplus och familjen gräshoppor. Inga underarter finns listade i Catalogue of Life.